# Supercopa Francesa de Voleibol Masculino de 2006
A Supercopa Francesa de Voleibol Masculino de 2006 foi a 3ª edição deste torneio organizado pela Federação Francesa de Voleibol. Ocorreu na cidade de Tours e participaram do torneio as equipes campeãs do Campeonato Francês de 2005-06 e da Copa da França de 2005-06. O Paris Volley conquistou seu segundo título da competição ao derrotar o Tours Volley-Ball na partida única.

## Regulamento
O torneio foi disputado em partida única.

## Equipes participantes
| Equipe            | Cidade | Qualificação                             | Última participação |
| ----------------- | ------ | ---------------------------------------- | ------------------- |
| Tours Volley-Ball | Tours  | Campeão da Copa da França de 2005-06     | 2005                |
| Paris Volley      | Paris  | Campeão do Campeonato Francês de 2005-06 | 2004                |

## Resultado
| Data   | Hora |              | Placar |                   | Set 1 | Set 2 | Set 3 | Set 4 | Set 5 | Total | Relatório |
| ------ | ---- | ------------ | ------ | ----------------- | ----- | ----- | ----- | ----- | ----- | ----- | --------- |
| 16 set |      | Paris Volley | 3–0    | Tours Volley-Ball | 25–18 | 25–20 | 25–19 |       |       | 75–57 |           |

## Premiação
| Supercopa da França de 2006      |
| -------------------------------- |
| Paris Volley Campeão (2° título) |